# Весёлые ребята (фильм)
«Весёлые ребя́та» — первая музыкальная кинокомедия, снятая в 1934 году в СССР. Фильм считается классикой советской комедии. Первая из серии музыкальных комедий режиссёра Григория Александрова и композитора Исаака Дунаевского. Первая лирико-комедийная роль Любови Орловой. Картина имела большой успех как в СССР, так и за рубежом. Фильм входил в программу 2-го международного Венецианского кинофестиваля (1934). В США демонстрировалась под названием «Moscow Laughs» (с англ. — «Москва смеётся»).

## Сюжет
Костя Потехин работает пастухом в деревне недалеко от известного морского курорта, при этом он талантливо поёт, играет на дудочке и скрипке. На пляже курорта он случайно встречается с девушкой из богатой семьи Еленой, которая по ошибке принимает его за известного дирижёра. Елена говорит, что она певица, и приглашает «дирижёра» на вечер в пансионат, где она отдыхает вместе с матерью. Костя влюбляется в Елену, но в него самого тайком влюблена её домработница — Анюта.
Вечером Елена, не дождавшись Костю, посылает за дирижёром. Затем пастух приходит сам. Он слышит прекрасное женское пение из пансионата и думает, что это поёт Елена, но на самом деле это поёт Анюта. Так как он пришёл не один, а вместе со своим стадом, которое должен пасти, это ему мешает. К примеру, один бык увязывается за ним и всячески не даёт ему проводить время с возлюбленной. Внезапно ломается патефон, и Костю как «маэстро» просят сыграть что-нибудь. Пастух играет на своей дудочке, и эту музыку слышат животные из его стада. Они прибегают на зов музыки и проникают в столовую дома. Там они устраивают разгром и съедают еду, предназначенную для гостей, а некоторые животные напиваются алкоголем. Тем временем все гости собрались в другой комнате и не знают о происходящем. Костя и Анюта замечают одну из коров и пытаются выгнать всех животных из дома, пока другие гости их не заметили, но животные выходят из-под контроля, и во всём пансионате начинается полный беспорядок. В этот момент возвращается посыльный от настоящего дирижёра, и выясняется, что произошла ошибка. Костя признаётся, что он пастух, и мать Елены в гневе выгоняет его. Она заявляет, что они приглашали музыканта, а пастуху не о чем разговаривать с её дочерью.
Расстроенный Костя уходит. Его догоняет Анюта и говорит, что Елена только что уехала. Анюта пытается признаться Косте в любви, но он, разозлившись, что потерял Елену, ругается на Анюту и уходит. Анюта, чувства которой задеты, плачет.
Спустя месяц Костя попадает в мюзик-холл в Москве. И снова ему приписывают чужую роль: настоящий дирижёр опаздывает, а Костя попадает на сцену. Он замечает в зрительном зале Елену и, пытаясь привлечь её внимание, отчаянно жестикулирует, а музыканты, думая, что он дирижирует, чудесным образом играют шедевр. Елена, решившая, что Костя всё-таки знаменитость, делает попытку возобновить их знакомство, но за Костей гонятся охранники, ведь он проник сюда без разрешения. Ему удаётся сбежать наружу. Другие музыканты, присутствовавшие на концерте, в восторге от таланта Кости и предлагают ему вступить в их путешествующий джазовый оркестр. Костя соглашается.
Через год оркестр под руководством Кости возвращается в Москву. Из-за того, что в гостинице запрещают шуметь, они репетируют на похоронах. После того, как траурная церемония заканчивается, опаздывающие на концерт в Большом театре музыканты садятся в катафалк. По дороге под колёса их катафалка попадает Анюта, и Костя предлагает ей ехать с ними. Но, когда музыканты выходят, кучер катафалка оставляет Анюту с собой как заложницу, пока ему не заплатят обещанные Костей деньги. Прождав довольно долгое время, кучер с Анютой заходят внутрь театра. Костя просит её спеть. Под аккомпанемент оркестра они завершают программу. Занавес опускается, и Костя с Анютой признаются друг другу в любви.

## Актёры
- Леонид Утёсов — Костя (Константин Иванович) Потехин, талантливый пастух-музыкант
- Любовь Орлова — Анюта, домашняя работница
- Мария Стрелкова — Елена, дитя Торгсина
- Елена Тяпкина — мать Елены
- Фёдор Курихин — факельщик
- Роберт Эрдман — Карл Иванович, учитель музыки
- Арнольд Арнольд — Густав Фраскини, дирижёр из Парагвая (в титрах как Г. Арнольд)

В титрах не указаны
- Эммануил Геллер — зритель, который вместо сцены глядел влюблёнными глазами на подругу, у которой жали туфли
- Сергей Каштелян — музыкант, зачинщик драки на репетиции
- Николай Отто — музыкант, зачинщик драки на репетиции
- Александр Костомолоцкий — музыкант
- Валентин Парнах — эпизод[2]

В титрах упоминаются Чарли Чаплин, Гарольд Ллойд и Бастер Китон как «не участвующие в фильме».
В 1932 году кто-то из моих друзей посоветовал мне съездить в Ленинград и посмотреть там «Музыкальный магазин» — своеобразное ревю с музыкой Дунаевского и с участием Леонида Утёсова. Я поехал. И у этой короткой поездки оказалось долгое-долгое продолжение.
Мы с Дунаевским и писателями Н. Эрдманом, В. Массом засели за сценарий. Работали много, дружно, горячо. Помню, как долго бились мы над маршем. Жизнерадостный, призывный, он должен был по нашему замыслу служить словно бы вывеской фильма, его девизом. Дунаевский, на мой взгляд, написал марш превосходно, но текст долго «не вытанцовывался». Многие известные поэты писали слова для нашего марша, и ни один из текстов не подходил. Тогда на помощь пришла «Комсомольская правда», которая шефствовала над картиной. Газета объявила конкурс на лучшие стихи для марша и в короткий срок получила 36 текстов. Один из них нас особенно заинтересовал. Под стихами была подпись: В. Лебедев-Кумач... Так началось наше долгое и крепкое содружество...

## Съёмочная группа
- Режиссёр: Григорий Александров
- Авторы сценария:
  - Николай Эрдман
  - Владимир Масс
  - Григорий Александров

…мой экранный дебют в музыкальной комедии не был лёгким. Моя героиня не только выполняла тяжёлые обязанности домработницы, но ещё и сражалась со стадом, скатывалась по лестнице с тарелками в руках, падала вместе с провалившимся забором, ездила верхом на быке.
С волнением вспоминаю я о том, как встретилась и подружилась с чудесным композитором Исааком Осиповичем Дунаевским, который вместе с поэтом Василием Ивановичем Лебедевым-Кумачом подарил зрителям такие чудесные песни. Мне выпало счастье быть их первой исполнительницей. Помню как я была приятно удивлена, когда Дунаевский, впервые проиграв песню Анюты, сказал мне: «Давайте доделывать песню вместе. Вместе подумаем и поправим, чтобы пелось легко и свободно».
Песни Дунаевского, звонкие и яркие, прошли вместе со мной через всю жизнь…
- Композитор: Исаак Дунаевский
- Оператор: Владимир Нильсен
- Звукооператор: Николай Тимарцев
- Художник: Алексей Уткин
- Оператор комбинированных съёмок: Борис Арецкий (нет в титрах)
- Монтажёр: Эсфирь Тобак (нет в титрах)
- Директор: Исаак Зайонц
- Текст песен: Василий Лебедев-Кумач
- Мультипликация: Иван Иванов-Вано, Вадим Лазурский (нет в титрах)[4][5]

## Съёмки

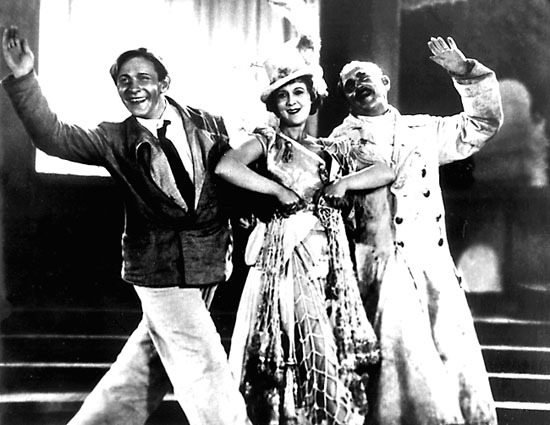
Кадр из фильма

- Натурные сцены фильма снимали в Гагре осенью 1933 года. Сцену, где разномастное стадо на звуки дудки вламывается в банкетный зал, снимали на даче Сергея Петровича Фёдорова — лейб-медика царской фамилии[6].
- Для съёмок ряда сцен использовалась технология «Транспарант Даннинга». Так были сняты сцены под луной в Гаграх, мюзик-холл, зрительный зал Большого театра, внешний вид Большого театра и окружающих зданий. Также методом транспарантной съёмки были сняты сцены, когда катафалк на большой скорости мчится к Большому театру. Для создания иллюзии движения катафалка он был установлен на подставки, а колёса вращались принудительно.
- Звук записан на аппарате системы «Кинап» профессора А. Ф. Шорина[7].
- Фильм стал первым советским фильмом, в котором снимались дублеры актёров (спортсмены) — чтобы максимально реалистично снять сцену драки оркестрантов[8].

## Музыка и песни
- «Марш весёлых ребят»: музыка И. Дунаевского, слова В. Лебедева-Кумача, в фильме исполняется её неполная версия. Исполнители — Леонид Утёсов, Любовь Орлова и другие[9].
- «Сердце»: музыка И. Дунаевского, слова В. Лебедева-Кумача. Исполнитель — Леонид Утёсов[10].

- В заглавной теме фильма — «Марш весёлых ребят» — одна из музыкальных фраз («И тот, кто с песней по жизни шагает») была заимствована из народной мексиканской песни времён революции 1910—1920 годов La Adelita[11], мотив которой Исааку Дунаевскому напел Григорий Александров[12].
- В сцене, где Костя Потехин дирижирует оркестром в мюзик-холле, звучит «Венгерская рапсодия № 2» Ференца Листа.

## Премьера
Премьерный показ состоялся 25 декабря 1934 года в кинотеатре «Ударник» — первом звуковом кинотеатре в СССР. На премьере присутствовала вся съёмочная группа, кроме Леонида Утесова, выступавшего в этот день на концерте в Ленинграде.
Фильм имел огромный успех в Советском Союзе.

## Современная критика
Грэм Грин в своей рецензии для The Spectator от 26 сентября 1935 года написал, что это «лучшее, что случилось с кинематографом с тех пор, как Рене Клер снял „Соломенную шляпку“ (1927). Александров, награжденный советским орденом за свою режиссуру, снял, как и Клер тогда, из самых скромных ресурсов и, по-видимому, с некачественной пленкой, картину почти экстатического счастья. … Я не хочу критиковать этот фильм, а просто радоваться его дикости, его гротескности, его легким, захватывающим мелодиям, чувству хорошей жизни, которое ничем не обязано шампанскому или женской одежде».
Кинокритик Джин Росс, писавшая под псевдонимом Питер Поркьюпайн, в своей рецензии для Daily Worker от 1 октября 1935 года восторженно хвалила фильм: «Рабочие Советского Союза представили миру совершенно новый вид юмора… за „Джазовой комедией“ нет мрачной тени трагедии, но электризующая сила, жизненная сила и свобода победоносного рабочего класса».

## История переозвучиваний
В 1958 году фильм вышел в новой звуковой редакции, режиссёром выступил Е. Евгеньев, звукооператором Е. Кашкевич, музыкальным редактором и дирижёром Вадим Людвиковский. Были изготовлены новые начальные мультипликационные титры. А вместо Леонида Утёсова в нём говорит и поёт Владимир Трошин, Любовь Орлова переозвучила свою роль сама, за исключением вокальных партий, перепетых, по свидетельству Трошина, Валентиной Ивантеевой, а заново оркестровал для нового состава и продирижировал Государственным джазовым оркестром РСФСР его тогдашний музыкальный руководитель, Вадим Людвиковский. Но в отдельных фрагментах (джаз-гол, куплеты «Разгорелся наш утюг») звучит оригинальная фонограмма, с голосами Утёсова и Орловой.
В середине 60-х, в результате массового недовольства зрителей и самого Леонида Утёсова, новая версия была изъята из обращения, а в 1969 году показали по телевидению оригинальную версию фильма. Но после этого фильм долго не показывали. Зато в конце 60-х — начале 70-х вышли две пластинки с оригинальной фонограммой фильма с комментариями Леонида Утесова.
В 1978 году Григорий Александров выпустил ещё одну версию: во вступительных титрах она заявлялась как «восстановленная» оригинальная. Однако оригинальная фонограмма в этом варианте сохранена не полностью:
- в эпизоде «Урок игры на скрипке», когда Анюта подпевает фразу «…Тот никогда и нигде не пропадёт», звучит голос Валентины Ивантеевой;
- были сохранены некоторые отдельные восклицания Анюты и Кости (голосом Владимира Трошина) из версии 1958 г., а увертюра и вовсе была записана заново, в исполнении инструментального ансамбля «Мелодия» под управлением Георгия Гараняна;
- роль факельщика частично представлена в озвучке Георгия Вицина из фонограммы 1958 года;
- ещё раз были перерисованы титры, почти полностью воспроизводившие оригинальные, однако слова «Дитя Торгсина» (Лена) из них были удалены, а название «Весёлые ребята» дано без подзаголовка «Джаз-комедия». В то же время в титры были добавлены сценаристы Николай Эрдман и Владимир Масс, оператор Владимир Нильсен и монтажёр Эсфирь Тобак, как и в версии 1958 года (упоминание о них отсутствовало в изначальной версии фильма).

Именно версия 1978 года вплоть до выхода в марте 2010 года реставрированного варианта показывалась по телевидению и тиражировалась на DVD.

## Издание на видео
В СССР и России с 1990 года фильм выпускался на видеокассетах VHS, в начале 2000-х годов отреставрированный фильм выпущен на DVD в системе звука Dolby Digital (1.0, позже 2.0).
В 2010 году выпущен на DVD в двух вариантах — чёрно-белом и колоризированном.

## Факты
- Анимационные вставки с месяцем и луной выполнил Иван Иванов-Вано[19].
- Название фильму дал Максим Горький[6].
- Фильм был отпечатан тиражом 5337 копий[14].
- В октябре 1933 года за антисоветские стихи и пародии были арестованы и сосланы сценаристы Николай Эрдман и Владимир Масс, их фамилии сняли из титров фильма[6][20].
- Некоторые эпизоды картины были использованы в фильмах «Хроника пикирующего бомбардировщика» (1967), «Брестская крепость» (2010) и «Государственная граница. Год сорок первый» (1986).
- Оригинальные титры картины были спародированы в фильме «Комедия давно минувших дней».
- В 1991 году на киностудии «Союзтелефильм» был снят художественный фильм, рассказывающий об истории создания кинокомедии «Весёлые ребята», — «Воспоминание о „Коровьем марше“».
- Песня «Марш весёлых ребят» была использована в начале 1940-х годов шведским артистом Карлом Герхардом в его песне Пресловутый троянский конь[швед.] с явно антинацистским содержанием, что создало дипломатический конфликт с немецким посольством в Стокгольме.
- Песни из кинофильма регулярно транслировались по Всесоюзному радио.
- Музыкальные номера из фильма часто вставлялись в «киноконцерты» на телевидении.
- Музыка и песни из кинофильма выпускались на грампластинках фирмой «Мелодия».
- Долгое время «Марш весёлых ребят» был официальным гимном фестиваля «Песня года».
- В 1958 году в ФРГ был снят ремейк под названием Wehe, wenn sie losgelassen[нем.] — режиссёр Геза фон Чиффра, в главных ролях Петер Александер, Биби Джонс, Рут Штефан. Действие фильма перенесено в Германию.
- ЮНЕСКО выпустило фильм «Лучшие комедии мира», в котором сцены из кинокомедий разных стран объединены в одну картину. Частью этого фильма стала 4-минутная музыкальная драка из фильма «Весёлые ребята»[21].

## Колоризированная версия
14 марта 2010 года Первый канал впервые показал цветную версию фильма. Колоризация проводилась в Лос-Анджелесе на основе оригинальной версии 1934 года. Впервые после 1958 года, если не считать единственного показа по Центральному телевидению в 1969 году, фильм демонстрировался с полностью восстановленным первоначальным звуком, а также оригинальными начальными мультипликационными титрами. При изготовлении цветной версии Первый канал ориентировался на цвета и пейзажи 1991 года из фильма «Воспоминание о „Коровьем марше“». К началу работ по раскраске многие объекты в местах съёмки оказались утрачены.